# Josef Kristen
Josef „Jupp“ Kristen (* 28. Januar 1960 in Köln) ist ein ehemaliger deutscher Bahnradsportler.

## Sportliche Laufbahn
Josef Kristen war Profi-Rennfahrer von 1981 bis 1987. Zuvor war er 1980 bei den Bahn-Weltmeisterschaften Dritter im Punktefahren der Amateure geworden. 1983 siegte er in der nationalen Meisterschaft im Omnium.
Kristen spezialisierte sich auf Sechstagerennen; insgesamt startete er bei 76, von denen er sechs gewann: 1984 mit René Pijnen in seiner Heimatstadt Köln, 1985 in Dortmund mit Roman Hermann und in Stuttgart mit Henry Rinklin, 1986 in Bremen mit Dietrich Thurau und 1987 in Münster und Stuttgart erneut mit Hermann.
1985 gewann Jupp Kristen die Omnium-Europameisterschaft. 1987 wurde er Europameister im Zweier-Mannschaftsfahren, gemeinsam mit Roman Herrmann. Bei einem Sturz während des Bahnrennens „Kölner Nacht“ im November 1987 erlitt er so schwere Verletzungen, dass er seine Radsport-Laufbahn beenden musste.

## Erfolge
1980
- Weltmeisterschaft – Punktefahren
- Deutscher Amateur-Meister – Omnium, Einerverfolgung

1981
- Deutscher Meister (Amateure) – Zweier-Mannschaftsfahren (mit Manfred Donike)

1982
- Europameisterschaft – Zweier-Mannschaftsfahren (mit Gert Frank)

1983
- Europameisterschaft – Zweier-Mannschaftsfahren (mit Henry Rinklin)
- Deutscher Amateur-Meister – Omnium

1984
- Europameisterschaft – Zweier-Mannschaftsfahren (mit Henry Rinklin)
- Kölner Sechstagerennen (mit René Pijnen)

1985
- Europameisterschaft – Zweier-Mannschaftsfahren (mit Dietrich Thurau)
- Sechstagerennen Dortmund (mit Roman Hermann)
- Sechstagerennen Stuttgart (mit Henry Rinklin)

1986
- Bremer Sechstagerennen (mit Dietrich Thurau)

1987
- Europameister – Zweier-Mannschaftsfahren (mit Roman Hermann)
- Sechstagerennen von Münster (mit Roman Hermann)
- Sechstagerennen Stuttgart (mit Roman Hermann)